# Saint-Ybard
Saint-Ybard é uma comuna francesa na região administrativa da Nova Aquitânia, no departamento de Corrèze. Estende-se por uma área de 30.05 km². Em 2010 a comuna tinha 702 habitantes (densidade: 23,4 hab./km²).